# Jurinea staehelinae
Jurinea staehelinae là một loài thực vật có hoa trong họ Cúc. Loài này được (DC.) Boiss. mô tả khoa học đầu tiên năm 1846.